# Рон Матюс
Рон Матюс (на английски: Ron Matthews) е първият барабанист на британската хевиметъл група Айрън Мейдън. Той участва в състава през първите им две години и половина (1975-76) и през част от 1977 г. Привлечен е в групата от Стийв Харис. Матюс бил уволнен от групата, когато тогавашния вокал Денис Уилкък казал да Харис да направи промени в състава. През 80-те Матюс участва в Торм/Маккой.
|  | Тази страница частично или изцяло представлява превод на страницата Ron Matthews в Уикипедия на английски. Оригиналният текст, както и този превод, са защитени от Лиценза „Криейтив Комънс – Признание – Споделяне на споделеното“, а за съдържание, създадено преди юни 2009 година – от Лиценза за свободна документация на ГНУ. Прегледайте историята на редакциите на оригиналната страница, както и на преводната страница, за да видите списъка на съавторите. ВАЖНО: Този шаблон се отнася единствено до авторските права върху съдържанието на статията. Добавянето му не отменя изискването да се посочват конкретни източници на твърденията, които да бъдат благонадеждни. |